# ロホ・ファマ・コントラ・ファマ
ロホ・ファマ・コントラ・ファマ（Rojo Fama Contra Fama）は、テレビシオン・ナシオナル・デ・チリ(TVN)で日曜18:00～20:00に放送されていたテレビ番組。TVNの中では最も規模が大きく、アーティス/チリの歌手とダンサートの数も多い。通称は「Rojo」。

## 歌手

### 男性
- マリオ・ゲレロ
- レアンドロ・マルティネス
- ファン・ダビッド・ロドリゲス
- ダイェー・アンテ

### 女性
- カロリナ・ソト
- マリア・ホセ・キンタニージャ
- クリステル
- モンセラット・ブスタマンテ
- ダニエーラ・カスティージョ
- マリア・シメナ・ペレイラ
- カトリーヌ・オレジャアナ

## ダンサート

### 男性
- クリスティアン・オカランザ
- ロドリゴ・ディアス
- パブロ・バルガス
- クラウディオ・プエブラ

### 女性
- ヤムナ・ロボス
- マウラ・リベラ
- マリア・イザベル・ソバルゾ
- レティシア・サモラノ